# Snitt (smörgås)

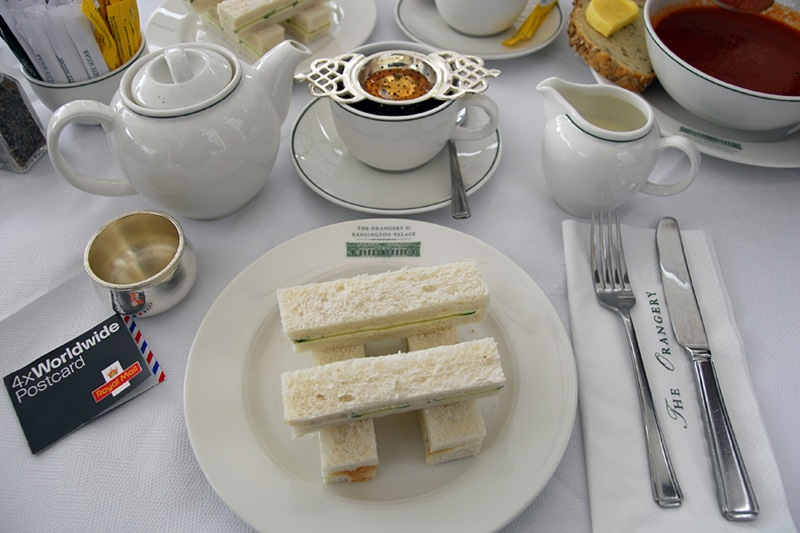
Snittar med gurka och en kopp te.

Snitt är ett tilltugg som består av en liten smörgås med vanligtvis något mer exklusiva pålägg än den vanliga frukostsmörgåsens. Snittar serveras ofta tillsammans med en drink och äts ibland vid sociala tillställningar såsom cocktailpartyn och vernissager.

## Sverige
I Sverige består snittarna ofta av ljust bröd såsom formfranska eller tunnbrödsrullar. Vanliga pålägg är exempelvis rom och oliver, men variation förekommer. Ibland fästs påläggen i brödet med hjälp av en tandpetare eller en liten nationalflagga.
Snittar kan även serveras som påskmat på ett smörgåsbord.

## Etymologi
Snittar förekommer oftast i plural och är belagt i svenskan sedan 1976.

## Källhänvisningar
1. ↑  ”Påskens klassiska mat”. www.kokaihop.se. https://www.kokaihop.se/blogPost/show/kokaihop-1/paskens-klassiska-mat. Läst 14 maj 2020.
2. ↑  Svenska Akademiens ordböcker (SAOL, SO och SAOB) på Svenska.se: snitt